# 蒙巴頓-溫莎
蒙巴頓-溫莎（英語：Mountbatten-Windsor），是英國溫莎王朝女王伊丽莎白二世賜予她跟與愛丁堡公爵菲利普·蒙巴頓直系後代的姓氏。這個名稱是源於女王在1960年發布的一道樞密院御旨，御旨當中宣佈其後裔的姓氏將為蒙巴頓-溫莎，王朝名號保持溫莎。這個家族，母系為溫莎王朝。父系先祖來自格呂克斯堡家族，屬於奥尔登堡家族的分支。

## 背景

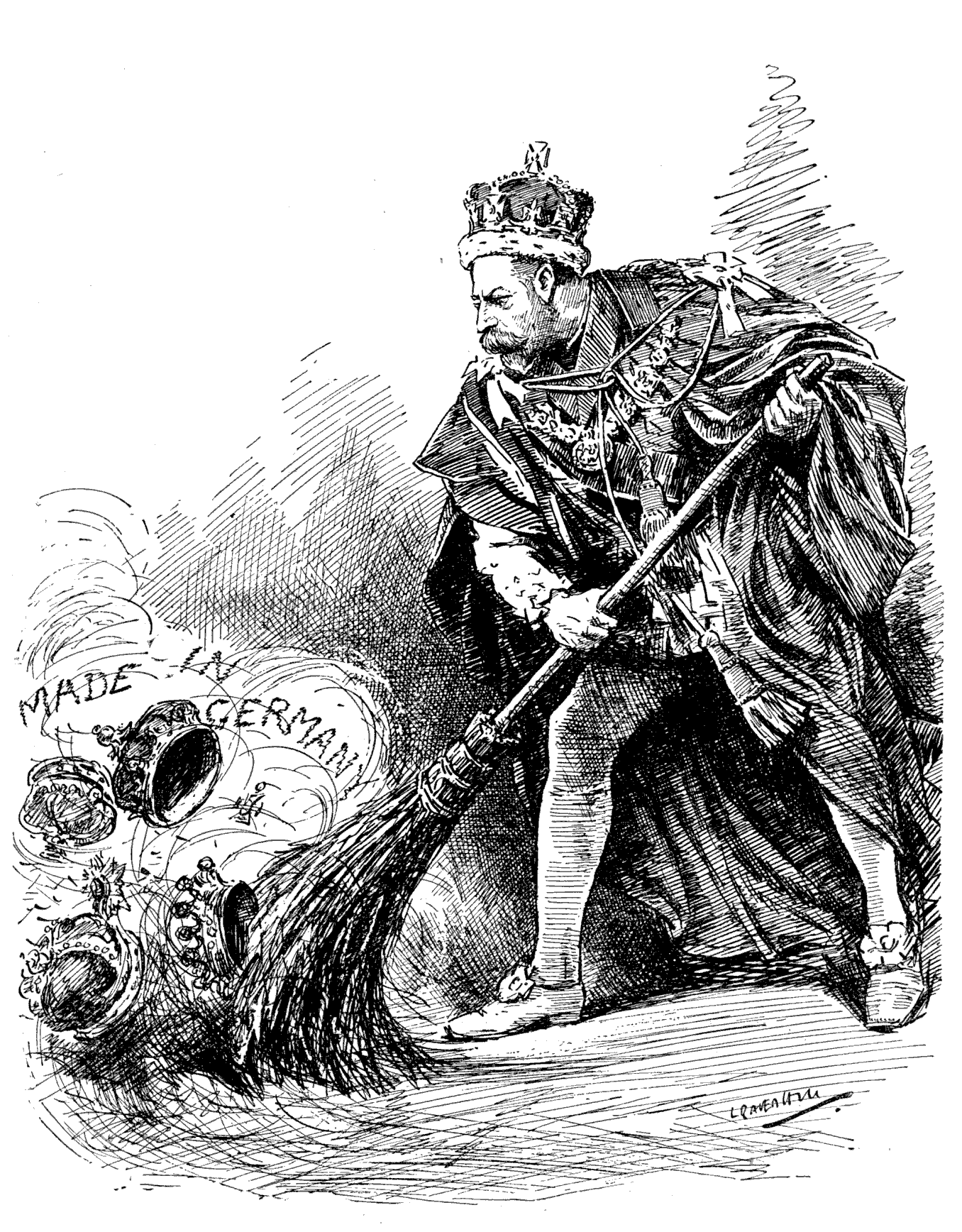
A Good riddance
圖：英王喬治五世於第一次世界大戰時，與德國斷交並開戰；為畫清界線、安撫民心並鞏固國內的民族主義，喬治五世毅然改朝換姓，改易英國王族所有具有德國淵源的姓氏。
----
Cartoon from Punch magazine Vol. 152, June 27, 1917, noting the UK Royal Family's change of name to Windsor

菲利普的家族非常顯赫，父親是希臘與丹麥的安德烈亞斯王子，母親則是蒙巴頓的愛麗絲公主。希臘王室的家族姓氏是石勒蘇益格-荷爾斯泰因-索恩德堡-格呂克斯堡，為格呂克斯堡王朝的成員，屬於欧登堡王朝的分支，可推至希臘國王喬治一世與丹麥國王克里斯蒂安九世。
蒙巴頓（Mountbatten）意思是“巴頓山”，該詞最早出現在1914年。當時第一次世界大戰爆發，英、德交戰，而愛麗絲公主的父親、英國的貴族軍官路易·巴頓堡來自德國黑森州巴頓堡，祖先以地為姓，故擁有德國姓氏巴頓堡（Battenberg），「堡」是德語“山”的意思，意思是“巴頓山”，在英德交戰的背景下，身居英国的巴頓堡王子為與德國劃清界線，在英王喬治五世的建議下，將家族的姓氏盎格魯化，意译为英文的蒙巴頓，其中德語Berg“山”改成英語Mount“山”，並且根據英語習慣意譯，從詞尾改放在詞首。
1947年12月20日，王儲伊丽莎白公主与其表哥希臘王子菲利普结婚，而菲利普在同年的3月18日，宣誓放弃希腊王位的继承权及希臘王室所有頭銜，並将姓氏改为母姓蒙巴頓。
1952年2月伊莉莎白二世繼位後，由於按照慣例，女王一般都会讓後裔改用夫婿的姓氏（如安妮女王和維多利亞女王），菲利普的舅舅蒙巴顿伯爵遂提出英国王朝將來改名為蒙巴顿王朝的要求，菲利普本人則提議以其爵位為名，改名愛丁堡王朝。此要求被伊丽莎白二世的祖母瑪麗太王太后為首的皇室保守派否決，瑪麗太王太后更向當時的首相邱吉爾爵士施壓要求將女王的後裔姓氏和王朝名號維持為溫莎的議案提交國會，國会其後于4月通过决议。
礙於瑪麗太王太后的反對，伊丽莎白二世登基後一直未對子女姓氏做出決定。直至1960年瑪麗太王太后駕崩7年以後，女王才發布一道樞密院御旨，宣佈其後裔的姓氏將會是丈夫和她自己姓氏的合體，即是蒙巴頓-溫莎，王朝名號保持溫莎，此舉被視為一個成功的折衷方案。

## 君主列表
| 君主       | 肖像 | 徽章 | 出生                                                   | 婚姻                                             | 逝世 | 在位時間       |
| ---------- | ---- | ---- | ------------------------------------------------------ | ------------------------------------------------ | ---- | -------------- |
| 查爾斯三世 |      |      | 1948年11月14日 白金汉宫 伊莉莎白二世、菲利普亲王之長子 | 戴安娜王妃 1981年7月29日 卡米拉王后 2005年4月9日 | 在世 | 2022年9月8日起 |

## 資料來源
本文的英文原本在編寫時曾徵詢過英國白金漢宮和聖詹姆斯宮的職員。